# James Jackson
James Jackson (Moretonhampstead, 1757. szeptember 21. – Washington, 1806. március 19.) az Amerikai Egyesült Államok szenátora (Georgia, 1793–1795 és 1801–1806).